# Киевский международный экономический форум
Киевский международный экономический форум (КМЭФ) — ежегодный международный форум, который проходит в формате дискуссионной платформы и нацелен на формирование стратегии экономического развития Украины, анализа и обсуждения перспектив развития украинского и глобальной экономики и предпринимательства.

## Описание
С основания Киевского международного экономического форума в 2014 году его миссией было реформирование экономики Украины с помощью четко сформированных стратегий, основанных на новых подходах к предпринимательству, науке, развитию приоритетных отраслей и т. д. благодаря совместной деятельности бизнеса, власти и экспертной среды в пределах КМЭФ.
КМЭФ способствует гармоничной интеграции Украины в мировую экономику, формирует глубокое понимание Украины в международном сообществе как перспективного игрока глобального уровня, а также помогает украинскому бизнесу привлекать иностранные инвестиции и выходить на внешние рынки. Также КМЭФ служит площадкой для выработки дорожной карты развития и реформирования экономики Украины и конвертации идей в реальные действия.
Киевский международный экономический форум ежегодно проводится с привлечением топ-спикеров, использующий описание реальных экономических, социальных и бизнес-ситуаций и позволяет проанализировать ситуацию и предложить возможные решения.
Основными участниками форума являются владельцы и топ-менеджеры средних и крупных предприятий, известные мировые бизнесмены, экономисты, представители неправительственных организаций, политики, учёные, инвесторы, представители финансовых организаций и высокопоставленные лица из десятков стран мира.
КМЭФ выступает дискуссионной площадкой, представляющий Украину и её экономические возможности иностранному бизнесу, а также позволяет украинским и зарубежным предпринимателям договориться о развитии совместных проектов и наладить сотрудничество.

## История
Инициатором создания Киевского международного экономического форума стал украинский предприниматель, Василий Хмельницкий, основатель K.Fund и холдинговой компании UFuture — одной из крупнейших украинских бизнес-групп в области недвижимости, инфраструктуры, промышленности, возобновляемой энергетики, фармацевтики и IT.
Первый Киевский международный экономический форум состоялся 2 октября 2014 года с участием более 50 зарубежных и украинских экспертов — известных экономистов и реформаторов, представителей крупных международных компаний, общественных деятелей, членов Кабинета Министров и депутатов Верховной Рады Украины.
По состоянию на сентябрь 2019 исполнительным директором форума является Юрий Пивоваров.
В наблюдательный совет форума входят:
- Василий Хмельницкий — предприниматель, инвестор, основатель UNIT. City и холдинговой компании UFututre
- Гарри Джейкобс — исполнительный директор Всемирной Академии Искусства и Науки
- Артуро Брис — профессор финансов в IMD .
- Эрик Райнерт — норвежский экономист, профессор Таллиннского технического университета
- Виктор Галасюк — президент Украинской ассоциации Римского клуба
- Сергей Квит — председатель Национального агентства по обеспечению качества высшего образования, профессор Национального университета «Киево-Могилянская академия» .

### 2014
Первый КМЭФ состоялся 2 октября 2014 с участием более 50 зарубежных и украинских экспертов — экономистов, представителей крупных международных компаний, общественных деятелей, членов Кабинета Министров и депутатов Верховной Рады Украины. На Форуме присутствовали более 120 представителей международных и украинских СМИ и более 800 гостей.
Ключевые спикеры КМЭФ 2014:
- Андрей Кириленко — профессор финансовой практики Международной бизнес-школы при Массачусетском технологическом институте.
- Чуа Теонг Бан — чрезвычайный и полномочный посол Малайзии в Украине
- Труде Норрис-Грей — генеральный управляющий по работе с государственным сектором Центральной и Восточной Европы, Microsoft.
- Морган Уильямс — президент и генеральный директор Американо-Украинского Делового Совета (USUBC).
- Анна Деревянко — исполнительный директор Европейской Бизнес Аcсоциации.
- Дафна Коллер — соучредитель проекта Coursera Стэнфордского университета.

### 2015
Основными организаторами форума были ассоциация «Инновационное развитие Украины» и дискуссионный клуб «КРУГ».
Направленность КМЭФ-2015 была определена слоганом «Украина: из третьего мира в первый». Мероприятие было призвано утвердить единое политико-экономическое понимание реформ.
В КМЭФ-2015 приняли участие более 800 ведущих экономистов, реформаторов, общественных деятелей и бизнесменов; около 70 спикеров из 20 стран мира предложили свое видение процесса реформирования и предоставили прогрессивные рекомендации по его построения, основанные на новых подходах к образованию, науке и «точек роста» экономики.
Ключевые спикеры КМЭФ 2015:
- Гарри Джейкобс — главный исполнительный директор Всемирной академии науки и искусств (World Academy of Art & Science).
- Сян Бин — основатель и профессор ведущей китайской Высшей школы бизнеса Cheung Kong Graduate School of Business (CKGSB).
- Даниелс Павлутс — министр экономики Латвии (2011—2014).
- Артуро Брис — профессор финансов в IMD, директор IMD World Competitiveness Center[14].
- Ганс Швадерер — директор энергетического и промышленного сектора Intel, регион EMEA[15].

### 2016
Темой КМЭФ-2016 стала «Украина в условиях четвёртой промышленной революции».
Участие в форуме приняли 85 спикеров из 20 стран мира, 190 представителей СМИ и более 800 гостей. К торжественному открытию КМЭФ-2016 присоединился тогдашний Премьер-министр Владимир Гройсман.
Ключевые спикеры КМЭФ 2016:
- Гильермо Артур — президент Международной федерации администраторов пенсионных фондов (FIAP)[18].
- Кшиштоф Седлецкий — президент Европейской Бизнес Ассоциации.
- Питер Линдхольм — советник по инновационной политике Всемирного банка[19].
- Дан Шехтман — лауреат Нобелевской премии за 2011 год, профессор Израильского технологического института Технион[19].

### 2017
Во время КМЭФ-2017 определили глобальные тренды, которые трансформируют мир — от изменения климата до перехода стран-лидеров к протекционизму ради защиты собственных экономик. Участие в форуме приняли 113 спикеров из 30 стран мира, 210 представителей СМИ и более 1200 гостей.
Ключевые спикеры КМЭФ 2017:
- Рэй Реддингтон — основатель Trusted Knight and UAH Payments[22].
- Карин Майер Рубинштейн — генеральный директор ассоциации Israel Advanced Technology Industries (IATI)[23].
- Джонатан Голслаг — соучредитель Брюссельского института изучения современного Китая[22].
- Патрик Цанг — председатель Правления Tsang’s & Co; основатель Global Angels[24].
- Раджендра Кумар Пачаури — лауреат Нобелевской премии мира за 2007 г., президент Всемирного форума по устойчивому развитию[25].

### 2018
Главным лейтмотивом форума в 2018 году стало обсуждение развития общего успешного будущего в мире высоких технологий.
КМЭФ стал главным мероприятием в рамках Kyiv Investment Week . За два дня Форум посетили более 2 тыс. участников и приняли участие более 100 спикеров из более чем 30 стран мира. Для освещения события, к участию в Форуме приняло участие более 150 представителей СМИ, как украинских, так и зарубежных — из США, Великобритании, Германии, Польши, Франции.
Для участия в КМЭФ-2018 в Киев прибыли делегации потенциальных инвесторов.
Ключевые спикеры КМЭФ 2018:
- Стив Гуггенхаймер — корпоративный вице-президент, Microsoft, направление Искусственного Интеллекта[31].
- Алекс Димитриеф — старший вице-президент компании General Electric, президент и CEO General Electric Global[32].
- Вазил Худак — вице-президент Европейского инвестиционного банка[33].
- Николя Брюссон — соучредитель и главный исполнительный директор BlaBlaCar[34].
- Ник Гоуинг — британский журналист, ведущий программы новостей BBC World (1996—2014)[35].

### 2019
Темой КМЭФ в 2019 году будет «Creating the Future in a Changing World». Главный вопрос форума в 2019 году — будущее в быстро меняющемся мире, экономические и технологические тренды глобального уровня.
Ключевые спикеры КМЭФ 2019:
- Ник Гоуинг — британский журналист, ведущий программы новостей BBC World (1996—2014)
- Вазил Худак — вице-президент Европейского инвестиционного банка.
- Матти Маасикас — Посол ЕС, председатель Представительства ЕС в Украине[37].
- Роберт Купман — Главный экономист и директор департамента экономических исследований и статистики Всемирной торговой организации (WTO)
- Томаш Фиала — Генеральный директор и основатель инвестиционной компании Dragon Capital[38]